# Branislav Kojić
Branislav Kojić (en serbe cyrillique : Бранислав Којић ; né le 8 juin 1899 à Smederevo et mort le 27 juin 1987 à Belgrade) était un architecte serbe. Il fut membre de l'Académie serbe des sciences et des arts.

## Œuvres
- la maison de Branislav Kojić (6 rue Zadarska, à Belgrade), 1926, classée[1].
- le pavillon des arts Cvijeta Zuzorić (1 Mali Kalemegdan) à Belgrade, 1928 ; en raison de son importance architecturale et historique, cet édifice figure sur la liste des monuments culturels protégés de la république de Serbie[2] et sur la liste des biens culturels protégés de la ville de Belgrade[3].
- la maison de Zdravko Đurić (7 rue Prizrenska), à Belgrade, 1934, elle aussi classée[4].